# Ptychomitrium papillosum
Ptychomitrium papillosum är en bladmossart som beskrevs av Jules Cardot 1913. Ptychomitrium papillosum ingår i släktet atlantmossor, och familjen Ptychomitriaceae. Inga underarter finns listade i Catalogue of Life.